# Гобдич, Николай Николаевич
Николай Николаевич Го́бдич (р. 1961) — украинский хоровой дирижёр, основатель и руководитель муниципального Камерного хора «Киев». Народный артист Украины (2018).

## Биография
Родился 28 марта 1961 года в Быткове (ныне Ивано-Франковская область, Украина). Окончил Дрогобычское музыкальное училище и КГК имени П. И. Чайковского. Работал хормейстером в Мужской хоровой капелле имени Левка Ревуцкого и Академическом хоре «Думка». С 1990 года — музыкальный директор и дирижёр Камерного хора «Киев», а также основатель фестиваля хорового пения «Златоверхий Киев».
Николай Гобдич проводит плодотворную работу по расшифровке и изданию забытых или запрещенных произведений наследия украинского хорового искусства. Эти произведения музыкант заключает в нотные сборники, записывает с хором «Киев» и издает на компакт-дисках.
Выступал в Карнеги Холле (первый украинец за 70 лет, кто достиг этого художественного «подиума»), концертном зале ВВС (Лондон); Нотр-Дам и Кафедральных соборах в городах Франции, Berliner Dom в Германии, в филармониях Утрехта, Роттердама, Амстердама, Берлина, Минска, Киева и других концертных залах.
Женат на Байде Людмиле Анатольевне.

## Награды и премии
- Народный артист Украины (2018)
- Заслуженный деятель искусств Украины (1997)
- Национальная премия Украины имени Тараса Шевченко (2007) — за художественную программу «Тысяча лет украинской духовной музыке»
- Золотой диплом на конкурсе хоров им. Г.Шумана, Цвикау (Германия, 1992)
- Первая премия на ХІІ конкурсе церковной музыки, Хайнувка (Польша, 1993)
- Гран При на VI Международном хоровом конкурсе, Слайго (Ирландия, 1993)
- Вторая премия на 49 Международном хоровом конкурсе, Лланголен (Валия, 1994)
- Гран При на ХХ конкурсе среди лауреатов предыдущих лет, Хайнувка (Польша, 1996, 2001)